# Igneri
Gli Igneri furono un popolo di amerindi pre-colombiani che si distaccò e si distinse dal popolo Arawak. Gli antropologi ipotizzano che fossero originari della regione dell'Orinoco, in Venezuela. Si stanziarono nelle piccole Antille e a Porto Rico, dove furono preceduti dalla cultura Arcaico, proveniente probabilmente dal centro America, e seguiti dai Taino, provenienti dal sud America. Nelle Isole Sopravento delle piccole Antille furono preceduti dagli Ortoiroid e assimilati quindi dai Caribi, entrambi originari dell'America meridionale.